# Afrotrilepis
Afrotrilepis es un género de plantas herbáceas de la familia de las ciperáceas con dos especies.

## Taxonomía
El género fue descrito por (Gilly) J.Raynal  y publicado en Adansonia 3: 258. 1963. La especie tipo es: Afrotrilepis pilosa (Boeckeler) J.Raynal

## Especies aceptadas
A continuación se brinda un listado de las especies del género Afrotrilepis aceptadas hasta febrero de 2014, ordenadas alfabéticamente. Para cada una se indica el nombre binomial seguido del autor, abreviado según las convenciones y usos.
- Afrotrilepis jaegeri J.Raynal
- Afrotrilepis pilosa (Boeckeler) J.Raynal